# 徳城駅
徳城駅（トクソンえき、朝鮮語: 덕성역）は、朝鮮民主主義人民共和国咸鏡南道徳城郡にある駅で、徳城線に属する。

## 隣の駅
徳城線
羅荷坮駅 - 徳城駅 - 主義洞駅